# 保羅·弗拉斯卡托雷
保羅·弗拉斯卡托雷（義大利語：Paolo Frascatore；1992年1月4日—）是一位意大利足球運動員，在場上的位置是左後衛。他現在效力於意大利足球乙級聯賽球隊雷吉納足球俱樂部。他也代表意大利國青隊參賽。